# Fran Sheehan
Fran Sheehan (n. 26 de marzo de 1949, Boston, Massachusetts, Estados Unidos) es un músico de rock estadounidense, mayormente conocido por ser el bajista original de la banda de rock Boston.

## Carrera musical

### Inicios
Desde los 5 años de edad, Sheehan comenzó a tocar al lado a su padre en varias presentaciones.  Después, Fran estudió en el Conservatorio Musical de Nueva Inglaterra para desarrollar su canto. Al pasar los años, Sheehan decidió abandonar la escuela para perseguir su sueño de formar una banda de rock and roll.
Fran pasó mucho tiempo tocando en bodas y eventos de esta clase hasta que conoció a Brad Delp, Barry Goudreau y Sib Hashian y formaron su propia banda.  Según el guitarrista Goudreau,  un día Sheehan y Delp lo invitaron a él y a Hashian para ejecutar el tema «Communication Breakdown» de Led Zeppelin en casa de Fran. En 1975, formaron Boston junto al guitarrista Tom Scholz.

### Época con Boston
Sheehan grabó el bajo en los álbumes Boston y Don't Look Back, publicados en 1976 y 1978 respectivamente. Fran dejó la agrupación durante la grabación de Third Stage a principios de los años 1980, aunque recibió créditos en la canción «Cool the Engines» del disco antes mencionado.

### Otras colaboraciones
Al abandonar Boston, Sheehan participó con varias bandas como músico invitado, por ejemplo con Sammy Hagar y su banda The Waboritas en el álbum en directo Live: Hallelujah del 2003.
El 19 de agosto de 2007, todos los miembros originales de Boston (Scholz, Goudreau, Sheehan, Hashian), así como el cantante Fran Cosmo,  fueron invitados a participar en un concierto realizado en el Bank of America Pavilion de Boston dedicado al vocalista Brad Delp, quién se suicidó en marzo en ese año.

## Discografía
- 1976: Boston
- 1978: Don't Look Back
- 1986: Third Stage
- 1997: Greatest Hits